# Карпина
Карпина (порт. Carpina) — муниципалитет в Бразилии, входит в штат Пернамбуку. Составная часть мезорегиона Мата-Пернамбукана. Входит в экономико-статистический микрорегион Мата-Сетентриунал-Пернамбукана. Население составляет 65 205 человек на 2007 год. Занимает площадь 146 км². Плотность населения — 447 чел./км².

## История
Город основан в 1928 году.

## Статистика
- Валовой внутренний продукт на 2005 год составляет 315 161 000 реалов (данные: Бразильский институт географии и статистики).
- Валовой внутренний продукт на душу населения на 2005 год составляет 4545 реалов (данные: Бразильский институт географии и статистики).
- Индекс развития человеческого потенциала на 2000 год составляет 0,724 (данные: Программа развития ООН).

## География
Климат местности: тропический. В соответствии с классификацией Кёппена, климат относится к категории As'.